# Luigi Dallapiccola
Luigi Dallapiccola (Pisino d'Istria, 3 de febrero de 1904-Florencia, 19 de febrero de 1975) fue un importante compositor y pianista italiano. Fue el primer compositor italiano, a finales de los 1930, en abrazar la dodecafonía. 

## Biografía

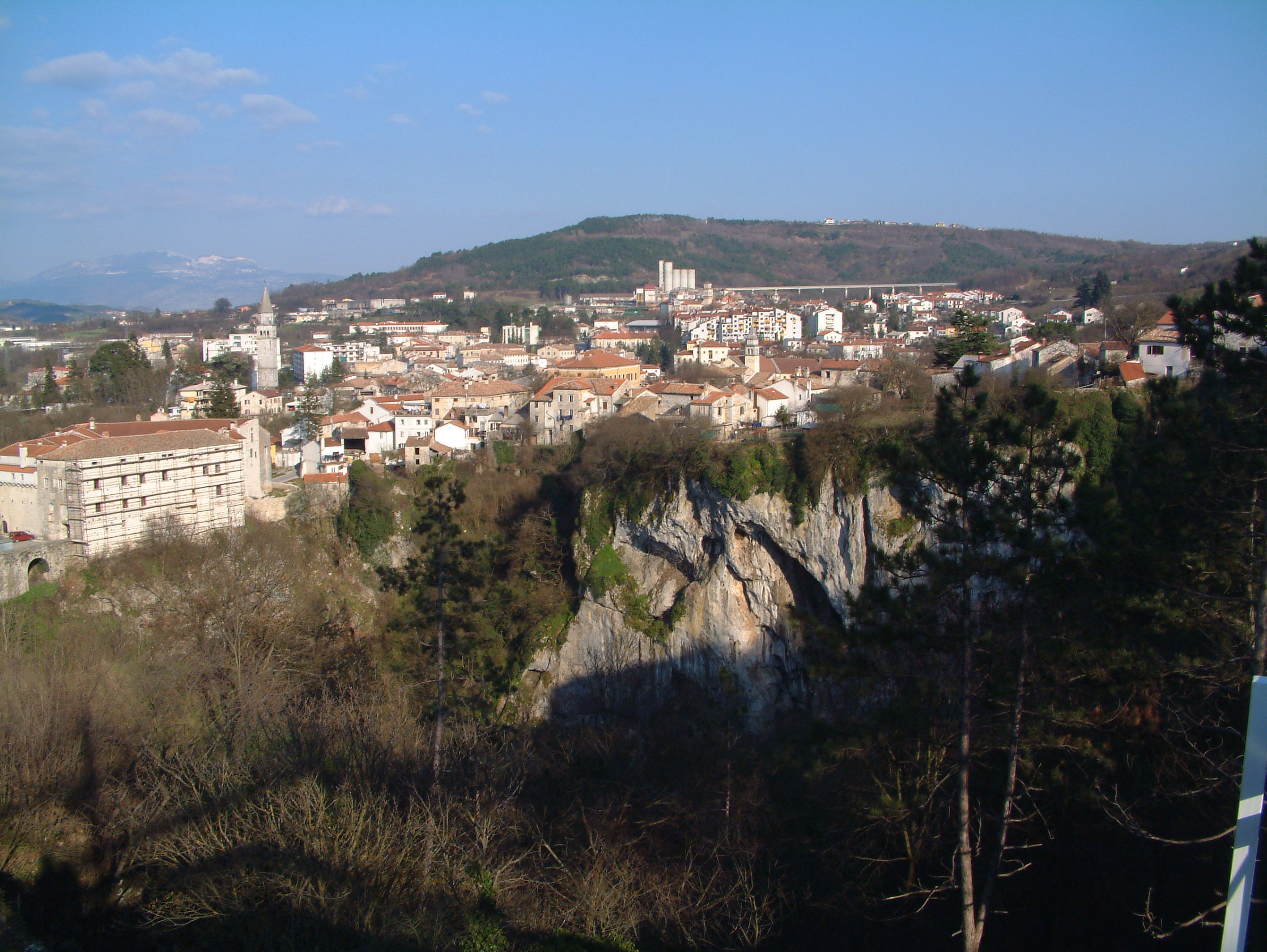
Pisino, lugar de nacimiento de Dallapiccola.

Luigi Dallapiccola nació en Pisino, un pequeño pueblo del centro de Istria, por entonces perteneciente al Imperio austrohúngaro y situado a menos de cuarenta kilómetros de Trieste, de donde eran sus padres: Pio Dallapiccola (1869-1951), profesor de latín y griego y director del «Realgymnasium» local, y Domitilla Alberti (1869-1956). Italia llevaba mucho tiempo intentando conseguir la independencia y Pio Dallapiccola era un importante activista de la causa.
Transcurrió su infancia en su ciudad natal; en 1914 ingresó en el instituto que dirigía su padre, mientras proseguía los estudios de piano iniciados algunos años antes. En 1915, con la entrada en la guerra de Italia, el gobierno austriaco cerró el instituto del que el padre era director. En 1917 su padre fue detenido como «elemento subversivo» y «políticamente desleal» y toda la familia Dallapiccola fue confinada en Graz, donde pasaron la Primera Guerra Mundial. A pesar de las indudables dificultades padecidas durante su confinamiento, con humillaciones y escaseces, el pequeño Luigi consiguió asistir a numerosas representaciones de ópera en el teatro de la ciudad estiriana, y fueron las fuertes impresiones de estas representaciones de Mozart, Weber y en particular, de Wagner —Rienzi, El holandés errante y Parsifal— las que le convencieron para querer ser compositor.
En 1918, al finalizar la guerra, la familia Dallapiccola volvió a la natal Pisino y Luigi, con catorce años, inició los estudios musicales en la vecina Trieste, bajo la guía de Alice Andrich Florio y de Antonio Illersberg. Gracias a este último, Dallapiccola «descubre», en 1921, el Harmonielehre (Manual de armonía) de Arnold Schoenberg, un encuentro que marcará profundamente toda su vida, al punto de que años más tarde, comentando su primera lectura del texto schoenbergiano, Dallapiccola evocará a James Joyce citando su célebre frase «How life begins» (cómo comienza la vida). Se amplían sus horizontes operísticos, asistiendo a una representación de Pelléas et Mélisande (ópera), de Debussy.
Dallapiccola se matriculó en el conservatorio de Florencia (Italia), donde obtuvo un diploma en piano tras finalizar sus estudios en 1924. Una interpretación de Pierrot Lunaire de Arnold Schönberg en Florencia, en 1924, le llevó a tomar la decisión de convertirse en compositor y completó los estudios pianísticos con Ernesto Consolo (con el que estudia la obra de Debussy, Ravel, Bártok), y en 1923 se apunta a la clase de armonía y contrapunto de Roberto Casiraghi y Corrado Barbieri, y más tarde a la de Vito Frazzi. Durante sus estudios escribió sus primeras composiciones: Canti basados en textos de Biagio Marin (1924-26); cuatro canti Della mia Terra basados en letras del folclore popular de Istria (1928) y Canzone del Quarnero, versión musical de un poema de Gabriele D'Annunzio (1930). En 1930, comienza a dar conciertos en directo en varios países europeos como pianista junto con el violinista Sandro Materassi y se convierte en pionero de la Nueva Música (entre otros de Debussy, Ravel, Bártok, Stravinsky y Jánaček). En 1931 obtiene el diploma de composición y se convierte en profesor del Conservatorio de Música Luigi Cherubini de Florencia, donde permanece 36 años.
Se convirtió en profesor del conservatorio en 1931; hasta su jubilación en 1967, pasó allí su carrera impartiendo clases de piano como instrumento secundario, sustituyendo a su maestro Ernesto Consolo cuando la enfermedad de éste le impidió continuar. Entre los alumnos de Dallapiccola se encuentran Abraham Zalman Walker, Luciano Berio, Bernard Rands, Donald Martino, Halim El-Dabh, Julia Perry, Ernesto Rubin de Cervin, Arlene Zallman, Roland Trogan, Noel Da Costa y Raymond Wilding-White.
Las primeras experiencias de Dallapiccola bajo el régimen fascista de Benito Mussolini, que gobernó Italia de octubre de 1922 a julio de 1943, marcaron su perspectiva y su producción durante el resto de su vida. En su día apoyó a Mussolini, creyéndose la propaganda, y no fue hasta la década de 1930 cuando se apasionó por sus opiniones políticas, en protesta por la campaña de Abisinia y la participación de Italia en la guerra civil española. La simpatía de Mussolini por las opiniones de Adolf Hitler sobre la raza, que amenazaban a la esposa judía de Dallapiccola, Laura Luzzatto, no hizo sino endurecer su postura. Canti di prigionia e Il prigioniero son el reflejo de esta apasionada preocupación; la primera fue su primera verdadera obra de protesta.
Durante la Segunda Guerra Mundial se vio en la peligrosa tesitura de oponerse a los nazis, aunque intentó seguir con su carrera como de costumbre, y lo hizo, hasta cierto punto. En dos ocasiones se vio obligado a esconderse durante varios meses. Dallapiccola continuó sus giras como recitalista, pero sólo en países no ocupados por los nazis.
Aunque no fue hasta después de la guerra cuando sus composiciones se hicieron públicas (con su ópera Il prigioniero, que le dio fama), fue entonces cuando su vida se volvió relativamente tranquila. Viajó con frecuencia a Estados Unidos, donde actuó en Tanglewood en los veranos de 1951 y 1952, e impartió cursos de composición en el Queens College de Nueva York durante varios semestres a partir de 1956. Fue un conferenciante muy solicitado en toda Europa Occidental y América. La ópera Ulisse (1968) de Dallapiccola sería el punto álgido de su carrera, después de lo cual su producción compositiva fue escasa; sus últimos años los pasó escribiendo ensayos más que música.
A partir de 1972, su salud se resiente y fallece en Florencia en 1975 a causa de un edema pulmonar, pero se conservan algunos esbozos y fragmentos de este periodo, entre ellos una obra vocal inacabada pocas horas antes de su muerte.

## Trayectoria
El ambiente florentino fue determinante para su formación e incluso su carrera concertística como pianista tomó fuerza. En 1930 empieza como concertista, junto su amigo y violinista Sandro Materassi, difundiendo la nueva música —entre otros de Debussy, Ravel, Stravinski y Jánacek—. Eventos importantes se suceden al inicio de los años 1930: comienza la colaboración con el violinista Sandro Materassi, que se trasformará en una amistad fraterna de más de cuarenta años; (propone incluso Los Cuadros de una exposición de Musorgski, de los que realizará más tarde dos ediciones críticas y la última Sonata de Beethoven).
Gran importancia reviste también un viaje que efectúa a Berlín y a Viena en el año 1930, donde pudo asistir a las representaciones de las óperas Elektra y Salomé de Strauss, que lo impresionaron; Simon Boccanegra, que le hace sospechar que Verdi «non sia soltanto quello che gli è stato insegnato»; la Primera Sinfonía de Mahler. En 1931 consigue el diploma de composición, y conoce a Riccardo Malipiero y a Alfredo Casella, y también conoce a Laura Coen Luzzatto, con quién se casó en 1938 y que estará a su lado en modo extraordinario e incomparable para toda la vida.
Dallapiccola asiste en 1932 al estreno de Torneo nocturno, una ópera de Gian Francesco Malipiero, que le causará una gran impresión y tendrá influencias en su propia obra.
También la producción artística sigue paso a paso la madurez de la persona: en 1934 obtiene la cátedra de Piano Complementario en el Conservatorio Luigi Cherubini de Florencia, mientras que con  el Divertimento in quattro esercizi cierra la experiencia juvenil cumpliendo el «primer paso hacia la independencia». Música para tres pianos (Inni) obtiene el primer premio en el «Concorso internazionale del Carillon».
En los años treinta obtiene algunos premios en concursos internacionales, con obras como la Partita para orquesta, o Musica per tre pianoforti (Inni). En 1938 se casó con Laura Coen Luzzatto, que será bien pronto una figura indispensable para el desarrollo del lenguaje dallapiccoliano. En 1940 le ofrecieron, por «chiara fama» («clara fama»), la cátedra de composición en el Conservatorio Cherubini de Florencia; El mismo Dallapiccola renunciará a este cargo inmediatamente después de la guerra, volviendo a su empleo inicial (profesor de piano complementario). Reacciona firmemente ante las leyes raciales de 1938, con consecuencias bien visibles incluso en su producción musical: los años que siguen escribe los Canti di prigionia (Cantos de prisionía), seguidos inmediatamente por la ópera, Il prigioniero.
En 1936 concluye la tercera serie de los Coros de Michelangelo Buonarroti el joven, e inicia Tre laudi, una obra donde compone por vez primera con una serie completa de doce notas. Continúa manteniendo contactos internacionales con importantes personajes, viajando a Praga, Viena, París: conoce a Alban Berg en Florencia; a Milhaud y a Poulenc, en París; y obtiene la autorización de Antoine de Saint-Exupéry para escribir un libreto sobre su novela Vuelo de noche. Con la transcripción del Ritorno di Ulisse in patria, de Monteverdi, Dallapiccola se acercó por primera vez a la figura mítica homérica: su intención era adaptar el Ulises monteverdiano al teatro musical contemporáneo, una edición sin pretensiones musicológicas: esta publicación señala el inicio de la colaboración con la editorial Edizioni Suvini Zerboni, de Milán, que mantuvo durante toda su vida.
En 1939 es nombrado académico de Santa Cecilia, y al año siguiente fue llamado a ocupar «per meriti eminenti» la cátedra de Composición del Conservatorio de Florencia. En una atmósfera de confusión general e incertidumbre, se estrenó la ópera Vuelo de noche.
Los años de la guerra, de 1942 a 1945, representaron un período de gran angustia y sufrimiento. En el mismo año cayó el gobierno de Mussolini e Italia fue ocupada por tropas alemanas. 
Comenzaron también en Italia las deportaciones de judíos, por lo que Dallapiccola, que estaba casado con Laura, de religión judía, fue forzado a abandonar su trabajo y su casa en Florencia para esconderse en la villa de unos amigos en la vecina Fiesole. Aquí nacieron los primeros esbozos de El prisionero (su ópera principal de los años cuarenta.
Su producción artística esta llena de experiencias personales: el confinamiento en Graz, la amenazadora figura de Felipe II, las persecuciones raciales contra su esposa.

### Los años después de la guerra
La liberación de Florencia, el 11 de agosto de 1944, fue recibida con una alegría inmensa; renuncia a la cátedra de composición y vuelve a enseñar Piano Complementario.
El 1 de diciembre nace su hija, a quien llamó Annalíbera. Retomando los grandes contactos internacionales: en Londres logra la readmisión de Italia en la Sociedad Internacional de Música Contemporánea. 
Por vez primera vez se escucha su música en Estados Unidos (Nueva York, Due liriche di Anacreonte); comienza una colaboración en esta época en la página musical del periódico Il Mondo, dirigido por Alessandro Bonsanti. En 1949 encuentra finalmente el coraje para escribir al compositor austríaco Arnold Schönberg con ocasión de su septuagésimo quinto cumpleaños, anunciándole la dedicatoria de los Tre Poemi.
En 1950 se representa El prisioniero en el Maggio Musicale Fiorentino, mientras compone, para el año jubilar, la Sacra Rappresentazione Job. Su fama internacional va creciendo: Serge Koussevitzki le invita a dictar un curso en Tanglewood, mientras El prisioniero se representó en el Juilliard Theatre de Nueva York. Inicia Cantos de liberación, y en su segundo viaje a Estados Unidos conoce a Thomas Mann, que le devolverá la visita en Florencia en 1954; también en Nueva York conoce a Toscanini, y viaja en automóvil hasta México (donde asiste a un concierto por primera vez dedicado enteramente a su música), una aventura, la del viaje, que tendrá alguna reflexión autobiográfica incluso en el Ulises.
En 1953 acaba su obra, Goethe-Lieder y es nombrado miembro de la «Bayerische Akademie der Schönen Künste» de Múnich. Compone obras como la Piccola Musica Notturna, el Quaderno musicale di Annalibera y An Mathilde. La amistad con Sandro Materassi fue la causa de su obra Tartiniane.
En 1955 nacieron los Cantos de liberación, dedicados a Thomas Mann con el que Dallapiccola mantiene un intercambio epistolar. Con los Cantos de liberación se completaba la trilogía iniciada con los Cantos de prisionía y proseguida con la ópera en un acto El prisioniero.
Trascurre un año en Estados Unidos, como docente en el «Queens College» de Nueva York: en ese periodo su obra Cinque canti tienen su primera interpretación en la Biblioteca del Congreso de Washington. A la vuelta de Estados Unidos, escribe el Concerto per la Notte di Natale dell'anno 1956, un encargo de la Rameau Chamber Music de Tokio, y comienza, un año antes de la muerte de su madre, Requiescant que, en una dedicatoria privada a Laura y Annalibera, define como su composición más querida («la composizione a me più cara»).
En 1959 regresa, por cuarta vez, a Estados Unidos, para volver al Queens College de Nueva York y dar conferencias y conciertos. Por invitación de Gaspar Cassadó comienza a componer Dialoghi per violoncello e orchestra, y al tiempo termina la primera versión del libreto de Ulisse. Enseña también en la Universidad de California de Berkeley y para esta institución escribe Preghiere, con textos del poeta brasileño Murilo Mendes, que le ha impresionado profundamente. Trabaja incesantemente en la composición de Ulisse, obra a la que se dedicara casi exclusivamente desde 1960 y de los materiales preparatorios de la ópera realiza Three Questions with two Answers. Ulisse es definida por él como «el resultado de toda mi vida» («il risultato di tutta la mia vita»).
En 1964 en la ciudad alemana de Braunschweig recibe el «Premio per la musica Ludwig Spohr», y para tal ocasión reelabora los Quattro Liriche di Antonio Machado. Enseña durante un breve período en la Argentina, y vuelve a Estados Unidos y por encargo de la Biblioteca del Congreso de Washington escribe Palabras de San Pablo. En el mes de septiembre de 1967 se retira de la enseñanza en el Conservatorio. La EMI graba sus obras. En Berlín comienzan los preparativos para el Ulisse, que fue puesto en escena un año después, el 29 de septiembre de 1968, en alemán, en la Deutsche Oper de Berlín, con la dirección de Lorin Maazel. En 1970 graba para la RAI cinco programas sobre el Gran tratado de instrumentación y orquestación moderna de Berlioz; el mismo año, el 13 de septiembre, el Ulisse se representa por vez primera en Italia, en el Teatro de la Scala de Milán. Publica un libro llamado «Appunti, incontri, meditazioni», editado por Suvini Zerboni, con ensayos, fragmentos de su diario y conferencias. Compone Sicut umbra, estrenada por vez primera en la Biblioteca del Congreso de Washington.
En 1971 se presentó en Siena el díptico para coro a capela Tempus destruendi/Tempus aedificandi compuesto por «Exhortatio» y «Ploratus», el primero de ellos habiendo sido estrenado el año anterior en Jerusalén. En 1972 compone Commiato, volviendo de nuevo al texto de una Lauda: el título parece presagiar el fin, un «adieu à la vie»: pocos meses después, durante un viaje en Inglaterra, es tratado de un edema pulmonar.
Recibió numerosísimos honores e inaugura en Empoli, con una prolusione, la celebración del cincuentenario de la muerte de Ferruccio Busoni, cuyo pensamiento representa uno de los puntos de referencia más importantes para su trabajo y formación. La noche del 18 de febrero sufre un nuevo ataque, de nuevo edema pulmonar: muere en la mañana del 19 de febrero de 1975. Sobre su piano, en el momento de la muerte, hay un esbozo de 18 compases de una nueva obra, Lux.
Después de la guerra su fama internacional irá en continuo aumento, en toda Europa y en América, donde tra l'altro verrà invitado a dictar cursos de perfeccionamiento en Tanglewood (donde tuvo como alumno al joven Luciano Berio), en el Queens College de Nueva York, en la Universidad de California, entre otros. En el año 1949, en Milán, fue uno de los organizadores del «Primo congresso internazionale di musica dodecafónica», junto con Riccardo Malipiero y colegas más jóvenes como Camillo Togni y Bruno Maderna.

En el año 1968, en Berlín, se representó su ópera Ulisse, con libreto propio sobre la Odisea, fruto del trabajo de casi una década que el compositor definìó como «il risultato di tutta la mia vita».
En 1972 compuso la pieza Commiato para voces e instrumentos, de título profético: será su última composición. Luigi Dallapiccola murió en Florencia el 19 de febrero de 1975, a causa de un edema pulmonar.

## Premios y reconocimientos
Durante su vida Dallapiccola recibió numerosos reconocimientos:
- 1953: Miembro de la Academia de Bellas Artes de Baviera.
- 1958: Miembro de la Academia de las Artes de Berlín.
- 1962: Gran premio del Land Nordrhein-Westfalen por la música Nord Reno-Vestfalia.
- 1964: Premio Ludwig Spohr, de la ciudad de Braunschweig.
- 1967: Moretti d’oro, premio de música de la región Friuli-Venecia Julia.
- 1969: Miembro de la «Royal Academy of Music» de Londres.
- 1969: Miembro de la Academia de Música y Artes de Graz.
- 1972: Premio Arthur Honegger (París).
- 1973: Doctor músicae honoris causa de la Universidad Durham.
- 1973: Doctor músicae honoris causa de la Universidad de Edimburgo.
- 1973: Premio Feltrinelli por la música, otorgado por la Accademia Nazionale dei Lincei.
- 1973: Cavaliere di Gran Croce dell'Ordine al Merito della Repubblica Italiana, una de las más altas distinciones honoríficas de Italia, recibida de manos del presidente de la República.
- 1975: Premio Internacional de Arte Albert Schweitzer.

## Catálogo de obras
| Año     | Obra | Tipo de obra                | Duración |
| ------- | --- | --------------------------- | -------- |
| 1925    | Fiuri de tapo (texto de Biagio Marin), para voz y piano.                                                                                               | Música vocal (piano)        |          |
| 1926    | Caligo (texto de Biagio Marín), para voz y piano. | Música vocal (piano)        | -        |
| 1928    | Dalla mia terra, para mezzosoprano, coro y orquesta.                                                                                                   | Música coral (orquesta)     | -        |
| 1930    | Due liriche del Kalevala, para tenor, barítono, coro de cámara y cuatro percusionistas.                                                                | Música coral                |          |
| 1930    | La canzone del Quarnaro, para tenor y coro masculino.                                                                                                  | Música coral                |          |
| 1930-32 | Partita, para soprano, coro y orquesta. | Música coral (orquesta)     |          |
| 1931-36 | Sei cori di Michelángelo Buonarroti il giovane. | Música coral                |          |
| 1932    | Tre studi, para soprano y orquesta de cámara. | Música vocal (orquesta)     |          |
| 1932    | Estate, para coro masculino a cappella. | Música coral (a cappella)   |          |
| 1932-33 | Rapsodia, para voces y orquesta de cámara. | Música vocal (orquesta)     |          |
| 1934    | Divertimento in quattro esercizi, para soprano y cinco instrumentos.                                                                                   | Música vocal (instrumentos) | 12:40    |
| 1935    | Musica, per tre pianoforti (Inni), para tres pianos.                                                                                                   | Música solista (piano)      | 11:00    |
| 1936-37 | Tre laudi, para soprano o tenor y 13 instrumentos. | Música vocal (instrumentos) |          |
| 1938-41 | Canti di prigionia, para coro de voces mixtas e instrumentos.                                                                                          | Música coral                | 23:20    |
| 1939-41 | Piccolo concerto per Muriel Couvreux, para piano y orquesta.                                                                                           | Música orquestal            | 20:00    |
| 1940    | Volo di notte, ópera en un acto según texto del compositor (sobre Vol de nuit de Antoine de Saint-Exupéry).                                            | Ópera                       |          |
| 1942-43 | Sonatina canónica, para piano (sobre los Capricci de Paganini                                                                                          | Música solista (piano)      | 08:00    |
| 1942-43 | Tre episodi dal balletto “Marsia”, para piano | Música solista (piano)      |          |
| 1942    | Cinque frammenti di Saffo, para soprano y orquesta de cámara (traducción de Salvatore Quasimodo).                                                      | Música vocal (instrumentos) | 08:00    |
| 1943    | Sex carmina Alcaei, para soprano y 11 instrumentos (traducción de Salvatore Quasimodo).                                                                | Música vocal (instrumentos) | 08:00    |
| 1943    | Marsia, ballet dramático en un acto. | Ballet                      |          |
| 1944-48 | Il prigioniero, ópera en un acto, libreto del compositor (tomado de La torture par l’esperance de Villiers de l’Isle-Adam)                             | Ópera                       | 50:00    |
| 1945    | Ciaccona, intermezzo e adagio, para violonchelo solo.                                                                                                  | Música solista (violín)     | 17:50    |
| 1945    | Due líriche di Anacreonte, para soprano e instrumentos (traducción de Salvatore Quasimodo).                                                            | Música vocal (instrumentos) | 06:00    |
| 1946    | Rencesvals, para voz y piano (sobre la «Chanson de Roland»)                                                                                            | Música vocal (piano)        | 08:00    |
| 1946-47 | Due pezzi, para orquesta. | Música orquestal            | 11:00    |
| 1947    | Due studi, para violín y piano | Música de cámara            | 11:00    |
| 1948    | Quattro liriche di Antonio Machado, para voce y piano                                                                                                  | Música vocal (piano)        | 07:00    |
| 1950    | Job, sacra rappresentazione, para solistas, recitante, coro y orquesta, texto del compositor (del Libro de Job de la Biblia)                           | Ópera                       |          |
| 1951    | Tartiniana, para violín y orquesta, sobre temas de Tartini                                                                                             | Música orquestal            | 12:00    |
| 1951-55 | Canti di liberazione (textos de Castellio dall'Esodo y de San Agustín), para coro y orquesta.                                                          | Música coral (orquesta)     | 30:00    |
| 1952    | Quaderno musicale di Annalibera, para piano | Música solista (piano)      | 14:00    |
| 1953    | Goethe lieder, para voz femenina y tres clarinetes. | Música vocal (instrumentos) | 09:00    |
| 1954    | Píccola música notturna, para orquesta (también en versión para grupo de cámara)                                                                       | Música orquestal            | 09:00    |
| 1954    | Variazioni, para orquesta. | Música orquestal            | 14:00    |
| 1955    | An Mathilde (texto de Heinrich Heine), para voz femenina y orquesta.                                                                                   | Música vocal (orquesta)     | 15:00    |
| 1956    | Tartiniana seconda, para violín y orquesta (también en versión para violín y piano) (sobre temas de Tartini)                                           | Música orquestal            | 12:00    |
| 1956-57 | Concerto per la notte di Natale dell’anno 1956(texto de Jacopone da Todi), para orquesta de cámara y soprano.                                          | Música vocal (orquesta)     | 15:00    |
| 1956    | Cinque canti(poemas griegos en traducción de Salvatore Quasimodo), para barítono e instrumentos.                                                       | Música vocal (instrumentos) | 10:00    |
| 1957-58 | Requiescant (textos de Oscar Wilde y James Joyce), para coro mixto, coro infantil y orquesta.                                                          | Música coral                |          |
| 1959-60 | Dialoghi, para violonchelo y orquesta. | Música orquestal            | 16:00    |
| 1961    | Píccola música notturna, para grupo de cámara (flauta, oboe, clarinete, celesta, arpa, violín, viola y violonchelo) (también en versión para orquesta) | Música de cámara            |          |
| 1962    | Three questions with two answers, para orquesta. | Música orquestal            | 21:00    |
| 1962    | Preghiere, para barítono y grupo de cámara (texto de Murilo Mendes)                                                                                    | Música vocal (instrumentos) | 08:00    |
| 1964    | Parole di San Paolo, para mezzosoprano y 11 instrumentos dalla Lettera prima ai Corinzi                                                                | Música vocal (instrumentos) | 08:00    |
| 1968    | Ulisse, ópera en un prólogo y dos actos (libreto del compositor según Homero)                                                                          | Ópera                       | 120:00   |
| 1970    | Sicut Umbra (texto de Juan Ramón Jiménez), para mezzosoprano y 15 instrumentos.                                                                        | Música vocal (instrumentos) | 10:00    |
| 1970-71 | Tempus destruendi: Tempus aedificandi, para coro mixto a cappella                                                                                      | Música coral (a cappella)   | 11:00    |
| 1972    | Commiato (texto atribuido a Brunetto Latini), para soprano y 15 ejecutantes.                                                                           | Música vocal (instrumentos) | 12:00    |

### Escritos de Dallapiccola
- Dallapiccola on Opera, Selected writings of Luigi Dallapiccola, Vol 1, Toccata Press (1987)
- Dallapiccola on Music and Musicians, Selected writings of Luigi Dallapiccola, Vol. 2, Toccata Press.
- Parole e musica. Hrsg. v. F. Nicolodi, Mailand 1980, il Saggiatore.